# Agrotis venerabilis
Agrotis venerabilis là một loài bướm đêm trong họ Noctuidae.